# Benito Juárez
Benito Pablo Juárez García (San Pablo Guelatao de Juárez, 21 marzo 1806 – Città del Messico, 18 luglio 1872) è stato un politico e avvocato messicano.
È stato il ventiseiesimo Presidente del Messico, primo indigeno amerindo nella storia dell'intero continente ad aver mai ricoperto tale ruolo, in carica dapprima dal marzo del 1861 al 10 luglio 1863 e successivamente dal 19 giugno 1867 al 18 luglio 1872. In patria, è considerato un eroe nazionale.
Durante il suo mandato dovette fronteggiare l'occupazione francese del Messico, contro la quale combatté vittoriosamente. Fu poi protagonista di una serie di riforme tese a modernizzare e sviluppare lo stato del Paese.

## Biografia

### Le prime esperienze politiche
Juárez nacque a San Pablo Guelatao (oggi San Pablo Guelatao de Juárez), un villaggio sito all'epoca nella municipalità di Santo Tomás de Ixtláncotoyol (oggi invece nell'odierna Guelatao de Juárez), nello stato meridionale di Oaxaca, il 21 marzo 1806 in una modestissima famiglia contadina di etnia e madrelingua zapoteca (lo stesso Juárez, fino al 1818, aveva una conoscenza piuttosto rudimentale dello spagnolo). Alto appena 137 cm, dopo essersi laureato in giurisprudenza esercitò l'avvocatura fin dal 1834, per poi divenire giudice della corte civile nel 1843 e successivamente, nel 1845, segretario generale del governatore dello Stato di Oaxaca.
L'anno dopo, Juárez fece parte di una specie di triumvirato che si creò nel suo Stato in seguito ai moti rivoluzionari che rovesciarono il governo del dittatore messicano Antonio López de Santa Anna e venne subito dopo eletto deputato al Congresso come deputato di Oaxaca. Nel 1847 venne nominato governatore dello Stato natio, mantenendo tale carica fino al 1853, quando, con il ritorno di Santa Anna al potere, Juárez dovette andare in esilio negli Stati Uniti.
Fu qui che il liberale messicano sperimentò il nuovo modello politico statunitense, intuendo che l'unico modo di rendere il Messico una nazione moderna, fosse quello di abbattere la dittatura di Santa Anna e instaurare un governo liberale. Ritornò in Messico l'anno dopo, quando, il 1º marzo, insieme agli altri oppositori liberali del dittatore messicano, come Ignacio Comonfort, Juan N. Álvarez e Melchor Ocampo, si coalizzarono per abbattere il regime dittatoriale messicano, sfruttando il malcontento della popolazione e soprattutto della borghesia messicana contro Santa Anna, reduce da pochi anni dalla sconfitta contro gli Stati Uniti, che lo aveva reso molto impopolare. Il patto, detto Piano di Ayutla dal nome dell'omonima cittadina dello Stato di Guerrero, fissò i principi ideologici del nuovo movimento liberale che, organizzatosi militarmente, riuscì a sconfiggere e a deporre Santa Anna il 14 agosto 1855, dopo un anno di guerra civile.
I liberali, entrati a Città del Messico, iniziarono subito un vasto piano di riforme per modernizzare il Paese; anche Juárez vi partecipò attivamente, specie quando il vecchio compagno di lotta Álvarez divenne Presidente del Messico e lo nominò ministro della Giustizia e dei Culti. Nella nuova carica ministeriale, il politico messicano, di idee anticlericali, avviò una lotta contro i privilegi del clero e dell'esercito, emanando, il 25 novembre 1855 una legge per la soppressione dei tribunali ecclesiastici e militari. Dopo le dimissioni di Álvarez, l'11 dicembre, e la salita alla presidenza di Comonfort, Juárez divenne vicepresidente e governatore dello Stato di Oxaca, ma, deposto Comonfort nel gennaio 1858 ad opera del generale reazionario Félix María Zuloaga, si ritirò con i membri del partito liberale a Veracruz, dove diede vita ad un governo provvisorio. Scoppiata la guerra civile, i liberali vennero dapprima sconfitti dall'esercito del generale Miguel Miramón, che nel frattempo era succeduto, il 23 dicembre 1858, allo stesso Zuloaga alla presidenza della Repubblica.
Miramòn mise d'assedio Veracruz, centro del governo provvisorio di Juárez, il quale riuscì ad accordarsi con il Governo degli Stati Uniti, che, in cambio del protettorato sugli Stati messicani di Sonora e Chihuahua, confinanti con la California, concesse al governo provvisorio armi, denaro e rifornimenti di vettovaglie. Grazie all'aiuto statunitense, dunque, i liberali ripresero l'iniziativa, prima costringendo le truppe di Miramón ad abbandonare l'assedio, sconfiggendolo due volte durante la ritirata, per poi riuscire a sbaragliare il presidente conservatore nella battaglia di San Miguel de Calpulalpam, il 22 dicembre 1860.
Allo stesso tempo, il presidente liberale apportò significative riforme alla Costituzione messicana, emanando provvedimenti contro i privilegi ecclesiastici e nobiliari e favorevoli ai ceti umili (legge del 12 luglio 1859 per la nazionalizzazione dei beni ecclesiastici; legge del 23 luglio 1859 per l'introduzione del matrimonio civile; legge del 4 dicembre 1860 per la libertà di culto). Infine Miramón, battuto, dovette abbandonare Città del Messico e rifugiarsi prima a Cuba e poi in Europa. Alla fine Juárez rientrò a Città del Messico l'11 gennaio 1861, e, dopo essersi vista riconosciuta la sua autorità da Francia e Inghilterra, l'11 giugno dello stesso anno venne eletto Presidente del Messico.

### Presidente del Messico
Quando Juárez divenne presidente, il Messico era sull'orlo di una gravissima crisi finanziaria ed amministrativa ereditata dal precedente governo; per rimettere ordine alle finanze dello Stato, il presidente iniziò l'incameramento dei beni ecclesiastici, già nazionalizzati qualche anno prima, e l'innalzamento delle imposte. Tuttavia, poiché questi provvedimenti non riuscirono a ridurre il deficit statale, Juárez emanò, il 17 luglio 1861, un decreto presidenziale che sospendeva per due anni il debito estero messicano verso le potenze straniere. Questo atto provocò l'immediata reazione di Inghilterra, Francia e Spagna, le quali, per proteggere i propri interessi, decisero di intervenire negli affari interni del Messico. Nel gennaio del 1862 le flotte inglese, francese e spagnola giunsero nel porto di Veracruz, seguite in marzo da un corpo di spedizione francese comandato dal generale Charles de Lorencez.
Juárez riuscì a far desistere Londra e Madrid dal continuare l'impresa, tramite gli accordi di Orizaba firmati in aprile, ma i francesi, appoggiati dai reazionari e dai clericali, ostili alle riforme del presidente, rimasero intransigenti.
Nel frattempo Juárez riuscì ad ottenere un prestito dagli Stati Uniti, ad ottenere pieni poteri dal Congresso e a debellare gli oppositori interni; sentendosi abbastanza forte da resistere, si preparò a fronteggiare l'invasione francese.
L'esercito messicano riuscì ad ottenere una prima vittoria su quello francese a Puebla il 5 maggio 1862, ma quando l'imperatore francese Napoleone III inviò cospicui rinforzi e le truppe francesi ripresero l'offensiva, Juárez fu costretto, il 31 maggio 1863, ad abbandonare la capitale e a rifugiarsi a San Luis Potosí, portando con sé il tesoro dello Stato.
Città del Messico cadde in mano francese il 7 giugno: per volontà di Napoleone III, il 10 luglio un'assemblea di notabili messicani proclamò il Secondo Impero messicano, offrendo la corona imperiale all'arciduca austriaco Massimiliano d'Asburgo, che arrivò in Messico, proveniente dall'Europa, il 28 maggio 1864, mentre l'esercito francese guadagnava terreno, conquistando le principali città e porti messicani.
Di fronte all'incalzare delle truppe d'invasione, Juárez dovette rifugiarsi, nell'agosto del 1864, a El Paso del Norte (l'odierna Ciudad Juárez), alla frontiera con gli Stati Uniti, con i quali rimase sempre in contatto. Non risulta però che avesse contatti, nemmeno informali o mediati da altri, con il presidente Lincoln.
Dopo la morte di Lincoln il 15 aprile 1865, e la fine della guerra civile americana, la collaborazione con gli Stati Uniti si intensificò. Il governo di Washington si schierò apertamente con il Messico, compiendo manovre militari lungo il confine del Rio Bravo e chiedendo alla Francia, il 12 febbraio 1866, il ritiro delle truppe, seguendo così i principi della cosiddetta dottrina Monroe.
La minaccia di intervento da parte degli statunitensi intimorì Napoleone III, che annunciò il ritiro del contingente francese a partire dal 31 maggio. Seguirono diversi successi campali dell'esercito messicano, guidato dal generale Porfirio Díaz, che riconquistò ad uno ad uno tutti i territori occupati dai francesi: privo dell'appoggio francese, Massimiliano nel febbraio 1867 abbandonò la capitale e si rifugiò a Santiago de Querétaro, che venne assediata dai messicani.
L'imperatore messicano tentò di fuggire oltre le linee nemiche, ma fu fatto prigioniero e condannato a morte da una corte marziale messicana. Malgrado gli appelli di molti sovrani e personalità politiche europee (come Victor Hugo e Giuseppe Garibaldi) a risparmiare la vita al deposto monarca, Juárez si dimostrò inflessibile e decise per la condanna a morte per fucilazione, al fine di dare un esempio agli Stati europei ed evitare così altre interferenze estere negli affari del Messico. Massimiliano fu fucilato il 19 giugno 1867 insieme ai generali Miramón e Tomás Mejía: Città del Messico capitolò il giorno successivo. Appena ripreso possesso della sua capitale, il presidente messicano convocò il Congresso federale, che ripristinò la Costituzione del 1857 e lo riconfermò alla presidenza il 25 dicembre 1867.
Dopo la liberazione del Paese, Juárez riprese il suo programma di riforme liberali: concesse una larga amnistia, decretò una legge sulla libertà di stampa, combatté i privilegi del clero e dell'esercito, ridusse le spese militari e favorì l'istruzione pubblica, come la fondazione, nel 1869, dell'università dell'Hidalgo. Nel febbraio del 1870 il presidente dovette far intervenire l'esercito per sedare delle rivolte in alcune province interne.
Il 20 settembre 1871 venne rieletto alla presidenza. La sua rielezione provocò una rivolta organizzata da generali dell'esercito avversi a Juárez, che per alcuni mesi non riuscì a riprendere il controllo della situazione, con il Paese in preda all'anarchia. Proprio quando la situazione stava per normalizzarsi, il presidente del Messico morì improvvisamente, il 18 luglio 1872, nel palazzo presidenziale di Città del Messico, a causa di un attacco cardiaco, a 66 anni.
Juárez è ricordato principalmente per essere stato un riformatore progressista, attivamente impegnato nella vita democratica e per l'uguaglianza dei diritti degli indigeni del Messico, e per la sua personale avversione nei confronti delle religioni organizzate, e in modo particolare della Chiesa cattolica, e ciò che egli considerava la difesa della sovranità nazionale.
Negli anni trascorsi all'Istituto delle Arti e delle Scienze di Oaxaca de Juárez, Juárez ebbe contatti con numerosi membri del corpo docente, appartenenti alla massoneria. E nella capitale dell'omonimo stato messicano fu iniziato al rito di York. Successivamente, fu introdotto nel rito scozzese antico ed accettato, percorso nel quale raggiunse il 33° e massimo grado. Le idee politiche manifestate dal primo erano di stampo liberal-conservatore, mentre il rito scozzese, anch'esso esistente in Messico, era di tipo più sovranista. Il rito scozzese del Messico si costituì a seguito di una scissione interna al rito di York, unitamente ad altri massoni iniziati dal rito scozzese, che condividevano il progetto di ottenere l'indipendenza dai Paesi esteri e di costruire un'identità nazionale messicana.

### Massoneria
Fervente membro della massoneria, il suo nome è ricordato con venerazione da numerosi riti, nell'ambito di logge e corpi filosofici per i quali è una sorta di simbolo sacro. Alla sua cerimonia di iniziazione parteciparono eminenti massoni dell'epoca, quali: Manuel Crescencio García Rejón, firmatario della Costituzione dello Yucatán nel 1840 e padre del diritto costituzionale messicano; Valentín Gómez Farías, Presidente della nazione messicana; Pedro Zubieta, comandante General nel Distretto Federale dello Stato del Messico; vari deputati. A conclusione del rito, Benito Juárez scelse il nome iniziatico di Guglielmo Tell.

### Riconoscimenti e omaggi

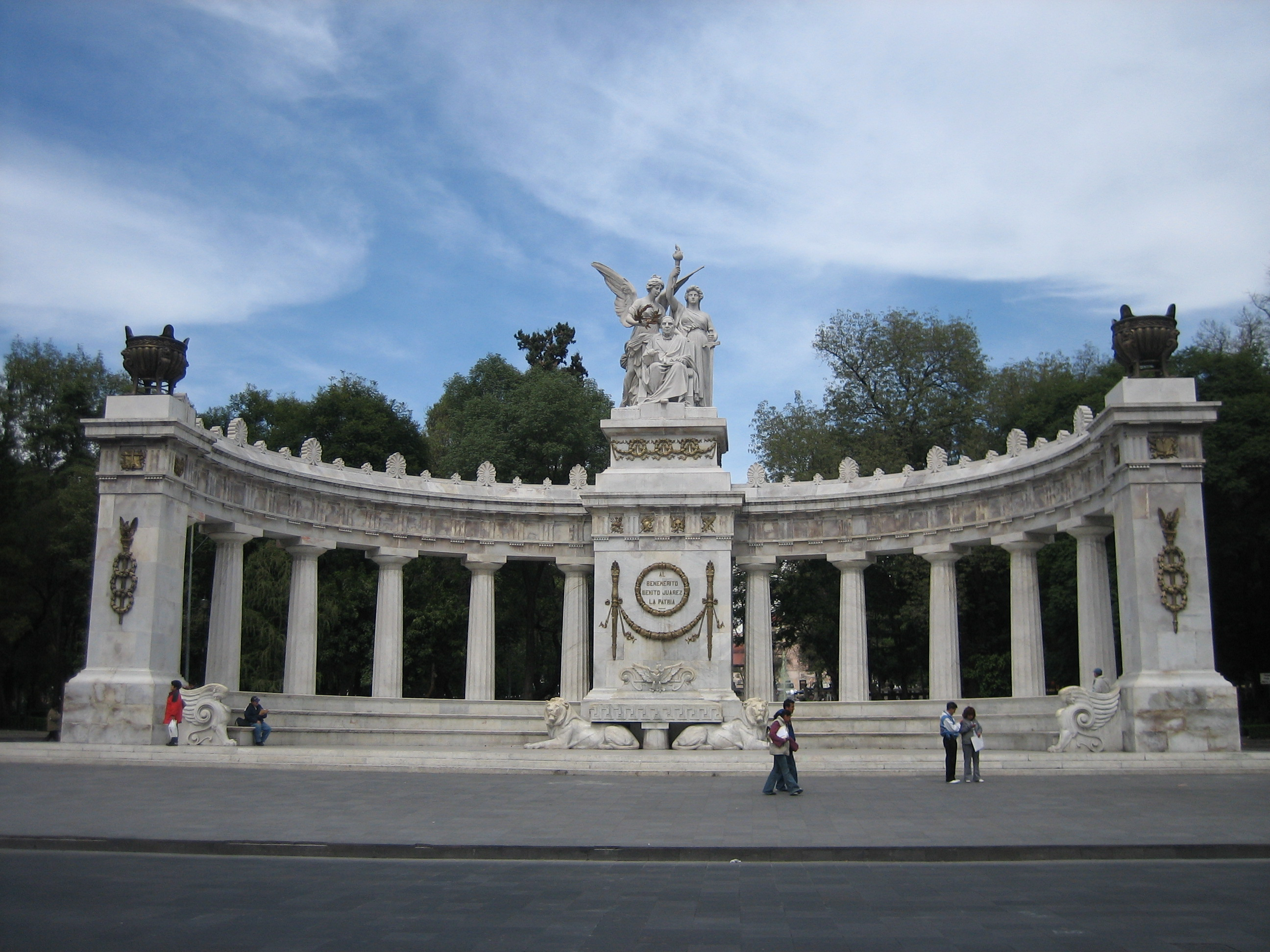
Monumento "Al benemerito Benito Juárez", Città del Messico

Benito Juárez è ricordato tuttora in Messico come uno dei più importanti personaggi politici della storia del paese. In suo onore sono stati edificati numerosi monumenti e in suo nome sono state intitolate numerose località ed infrastrutture messicane, tra esse:
- Ciudad Juárez, importante città dello Stato messicano di Chihuahua posta al confine con il Texas.
- L'Aeroporto Internazionale di Città del Messico è intitolato al presidente Juárez.
- Il Partido di Benito Juárez, nella provincia argentina di Buenos Aires è stato così ribattezzato in segno di amicizia tra l'Argentina e il Messico.
- Benito Mussolini venne così chiamato in onore di Benito Juárez[5].